# Cleora lophia
Cleora lophia är en fjärilsart som beskrevs av Fletcher 1978. Cleora lophia ingår i släktet Cleora och familjen mätare. Inga underarter finns listade i Catalogue of Life.